# Xie Zhenye
Xie Zhenye (chiń. 谢震业; ur. 17 sierpnia 1993 w prowincji Zhejiang) – chiński lekkoatleta, sprinter.

## Osiągnięcia
| Rok  | Impreza                        | Miejsce        | Konkurencja        | Lokata     | Wynik         |
| ---- | ------------------------------ | -------------- | ------------------ | ---------- | ------------- |
| 2010 | Igrzyska olimpijskie młodzieży | Singapur       | bieg na 200 m      | 1. miejsce | 21,22         |
| 2010 | Igrzyska olimpijskie młodzieży | Singapur       | sztafeta szwedzka  | 5. miejsce | 1:54,14       |
| 2012 | Mistrzostwa Azji juniorów      | Kolombo        | bieg na 100 m      | 2. miejsce | 10,54         |
| 2012 | Mistrzostwa Azji juniorów      | Kolombo        | bieg na 200 m      | 1. miejsce | 21,15         |
| 2012 | Mistrzostwa świata juniorów    | Barcelona      | bieg 100 m         | 8. miejsce | 10,59         |
| 2012 | Mistrzostwa świata juniorów    | Barcelona      | bieg 200 m         | 5. miejsce | 20,66         |
| 2012 | Igrzyska olimpijskie           | Londyn         | bieg 200 m         | eliminacje | 20,69         |
| 2013 | Mistrzostwa Azji               | Pune           | bieg na 200 m      | 1. miejsce | 20,87         |
| 2013 | Mistrzostwa Azji               | Pune           | sztafeta 4 × 100 m | 3. miejsce | 39,17         |
| 2013 | Mistrzostwa świata             | Moskwa         | bieg na 200 m      | eliminacje | 20,74         |
| 2014 | Igrzyska azjatyckie            | Inczon         | sztafeta 4 × 400 m | 1. miejsce | 37,99         |
| 2015 | Mistrzostwa Azji               | Wuhan          | bieg na 100 m      | 4. miejsce | 10,25         |
| 2015 | Mistrzostwa świata             | Pekin          | sztafeta 4 × 100 m | 2. miejsce | 38,01         |
| 2016 | Halowe mistrzostwa świata      | Portland       | bieg na 60 m       | 4. miejsce | 6,53          |
| 2016 | Igrzyska olimpijskie           | Rio de Janeiro | bieg na 100 m      | półfinał   | 10,11         |
| 2016 | Igrzyska olimpijskie           | Rio de Janeiro | sztafeta 4 × 100 m | 4. miejsce | 37,90         |
| 2017 | IAAF World Relays              | Nassau         | sztafeta 4 × 100 m | 3. miejsce | 39,22         |
| 2017 | Mistrzostwa świata             | Londyn         | bieg na 100 m      | półfinał   | 10,28         |
| 2017 | Mistrzostwa świata             | Londyn         | sztafeta 4 × 100 m | 4. miejsce | 38,34         |
| 2018 | Halowe mistrzostwa świata      | Birmingham     | bieg na 60 m       | 4. miejsce | 6,52          |
| 2019 | Mistrzostwa świata             | Doha           | bieg na 100 m      | półfinał   | 10,14         |
| 2019 | Mistrzostwa świata             | Doha           | bieg na 200 m      | 7. miejsce | 20,14         |
| 2019 | Mistrzostwa świata             | Doha           | sztafeta 4 × 100 m | 6. miejsce | 38,07 (elim.) |
| 2021 | Igrzyska olimpijskie           | Tokio          | bieg na 100 m      | eliminacje | 10,16         |
| 2021 | Igrzyska olimpijskie           | Tokio          | bieg na 200 m      | półfinał   | 20,45         |
| 2021 | Igrzyska olimpijskie           | Tokio          | sztafeta 4 × 100 m | 3. miejsce | 37,79         |
| 2022 | Mistrzostwa świata             | Eugene         | bieg na 200 m      | półfinał   | 20,41         |
| 2022 | Mistrzostwa świata             | Eugene         | sztafeta 4 × 100 m | eliminacje | 38,83         |
| 2023 | Mistrzostwa Azji               | Bangkok        | bieg na 200 m      | 4. miejsce | 20,66         |
| 2023 | Mistrzostwa Azji               | Bangkok        | sztafeta 4 × 100 m | 2. miejsce | 38,87         |
| 2023 | Igrzyska azjatyckie            | Hangzhou       | bieg na 100 m      | 1. miejsce | 9,97          |
| 2023 | Igrzyska azjatyckie            | Hangzhou       | sztafeta 4 × 100 m | 1. miejsce | 38,29         |
| 2024 | World Athletics Relays         | Nassau         | sztafeta 4 × 100 m | 6. miejsce | 38,75 (elim.) |
| 2024 | Igrzyska olimpijskie           | Paryż          | bieg na 100 m      | eliminacje | 10,16         |
| 2024 | Igrzyska olimpijskie           | Paryż          | sztafeta 4 × 100 m | 7. miejsce | 38,06         |
| 2025 | Halowe mistrzostwa świata      | Nankin         | bieg na 60 m       | 4. miejsce | 6,58          |
| 2025 | World Athletics Relays         | Kanton         | sztafeta 4 × 100 m | eliminacje | 38,30         |

Złoty medalista mistrzostw kraju w kategoriach kadetów, juniorów oraz seniorów.

## Rekordy życiowe
- Bieg na 60 metrów (hala) – 6,52 (2018)
- Bieg na 100 metrów – 9,97 (2018) były rekord Chin / 9,91w (2017)
- Bieg na 200 metrów – 19,88 (2019) rekord Azji
- Bieg na 200 metrów (hala) – 20,93 (2013) były rekord Chin

W 2019 roku sztafeta 4 × 100 metrów z Xie na ostatniej zmianie ustanowiła wynikiem 37,79 aktualny rekord kraju.